# موگوتس
موگوتس (انگلیسی: Mogotes) نام شهری در کشور کلمبیا است.